# Réserve naturelle régionale des Isles du Drac

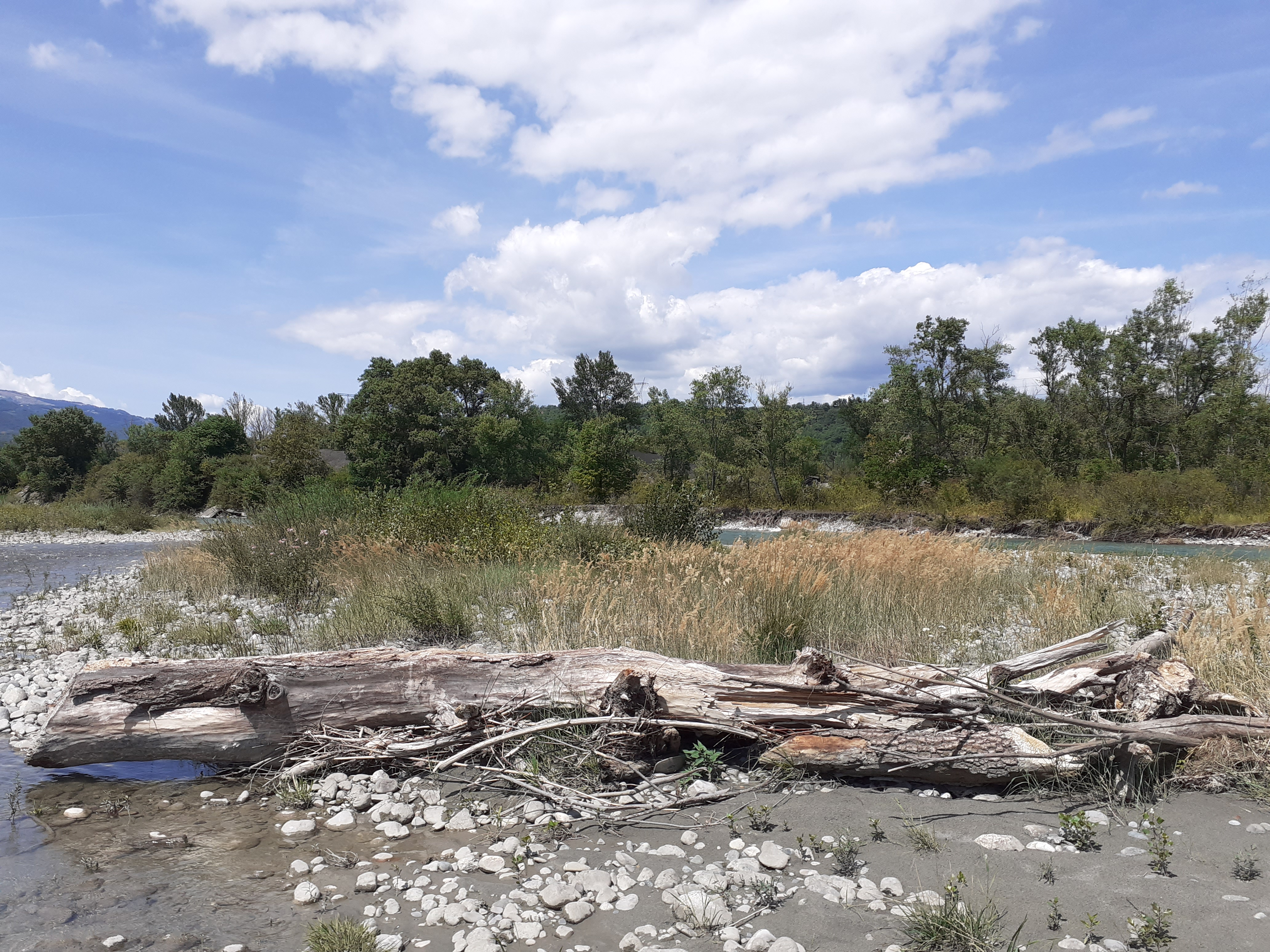
Milieux riverains du cours d'eau, protégés au sein de la Réserve naturelle régionale des Isles du Drac.

La réserve naturelle régionale des Isles du Drac (RNR201), ex réserve naturelle du Drac Aval, est une réserve naturelle régionale située en Auvergne-Rhône-Alpes. Classée en 2009, elle occupe une surface de 805 hectares et protège une portion du cours du Drac ainsi que ses milieux riverains en amont de Grenoble. Elle est classée en zone naturelle d'intérêt écologique, faunistique et floristique de type I.

## Localisation

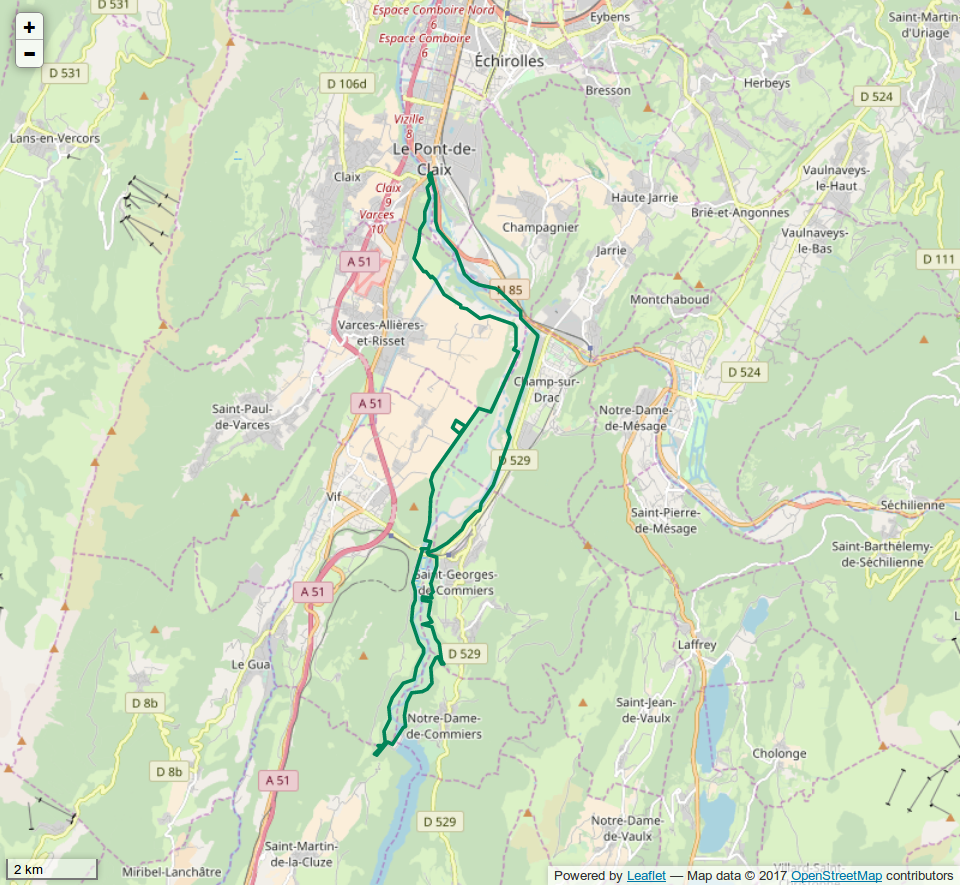
Périmètre de la réserve naturelle.

La réserve naturelle est située dans la basse vallée du Drac, dans le département de l'Isère, sur les communes de Saint-Martin-de-la-Cluze, Notre-Dame-de-Commiers, Saint-Georges-de-Commiers, Vif, Champ-sur-Drac, Varces-Allières-et-Risset, Champagnier, Claix et du Pont-de-Claix. Elle couvre le lit en tresses du Drac en aval du barrage de Notre-Dame-de-Commiers jusqu'au pont Lesdiguières au Pont-de-Claix sur une longueur d'environ quinze kilomètres, dont le champ des sources de Rochefort en aval de la plaine de Reymure.
Le secteur est fortement anthropisé en raison de sa proximité avec l'agglomération grenobloise. Ainsi, zones agricoles et urbanisées, infrastructures de transport — routes départementales et nationales, autoroute, lignes de chemin de fer —, aménagements hydrauliques — barrages, centrales hydroélectriques, canaux de dérivation, conduites forcées, lignes haute tension, puits de captage —, zones industrielles, plates-formes chimiques, usines et gravières côtoient ou traversent la réserve naturelle.

## Histoire du site et de la réserve
Le barrage de Notre-Dame-de-Commiers construit en 1963 détourne la majorité du débit de la rivière en laissant un débit réservé de 1,5 m3 s−1 alors qu'il faudrait au moins 5,5 m3 s−1 pour rétablir la continuité hydraulique. Dans le cadre du SAGE du Drac et de la Romanche, il a été décidé de prendre en compte ce problème par l'intermédiaire de la création d'une réserve naturelle régionale.
La gestion des ouvrages hydroélectriques par EDF implique des lâchers d'eau qui font augmenter rapidement le débit du Drac. L'un de ces lâchers est à l'origine de la noyade de sept personnes — six enfants et une adulte accompagnatrice — lors d'une sortie scolaire à Saint-Georges-de-Commiers le 4 décembre 1995. La classe de CE1 d'une école de Grenoble était venue sur les lieux pour observer les castors dans les bancs de gravier de ce qui deviendra la réserve naturelle.

## Écologie (biodiversité, intérêt écopaysager…)
À l'arrivée dans la réserve naturelle, la vallée du Drac s'élargit en une plaine alluviale qui contribue à alimenter la nappe phréatique alimentant Grenoble en eau. Ce site permet à la rivière de divaguer et génère des habitats riverains (bancs de gravier, grèves, terrasses, ripisylve, boisements) d'un grand intérêt écologique malgré leur proximité avec des centres urbains ou industriels importants.

### Flore
Parmi les 833 végétaux recensés, de nombreuses espèces sont protégées au niveau national ou régional et huit sont considérées à enjeu fort pour la gestion de la réserve : le Cirse de Montpellier, l'Inule de Suisse, le Calamagrostide faux phragmite, le Jonc à fleurs aiguës, la Myricaire d'Allemagne, l'Ophioglosse commun, l'Oxytropide poilue ainsi que la Renoncule scélérate.

### Faune

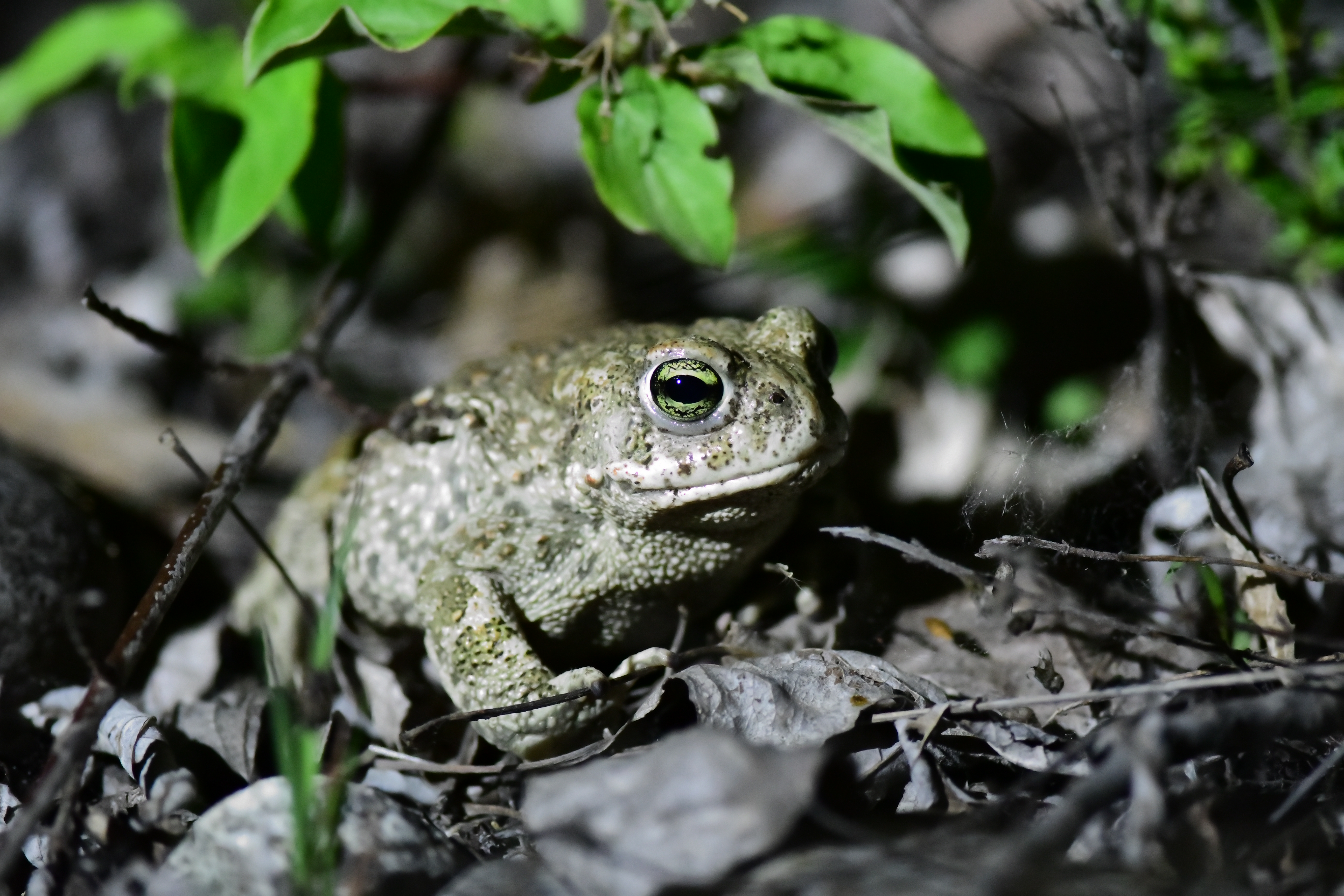
Crapaud calamite, espèce de priorité 1 du plan de gestion, dans la Réserve naturelle régionale des Isles du Drac.

Une grande diversité d'espèces résulte de la juxtaposition de biotopes différents sur une petite surface. La faune de la réserve naturelle compte plus de 1437 espèces. On trouve entre autres sur le site le Castor d'Europe. Parmi les espèces d'oiseaux qui fréquentent le site, certains au cours de leur migration, se trouvent le martin-pêcheur d'Europe, l'engoulevent d'Europe, la bouscarle de Cetti, le blongios nain, le bihoreau gris, la bécasse des bois. 
Les amphibiens et reptiles comptent la Coronelle girondine, le Crapaud calamite et l'Alyte accoucheur. Pour les insectes, on note l'Agrion de Mercure, le Sphinx de l'argousier et l'Azuré du serpolet.

### Les menaces sur la biodiversité

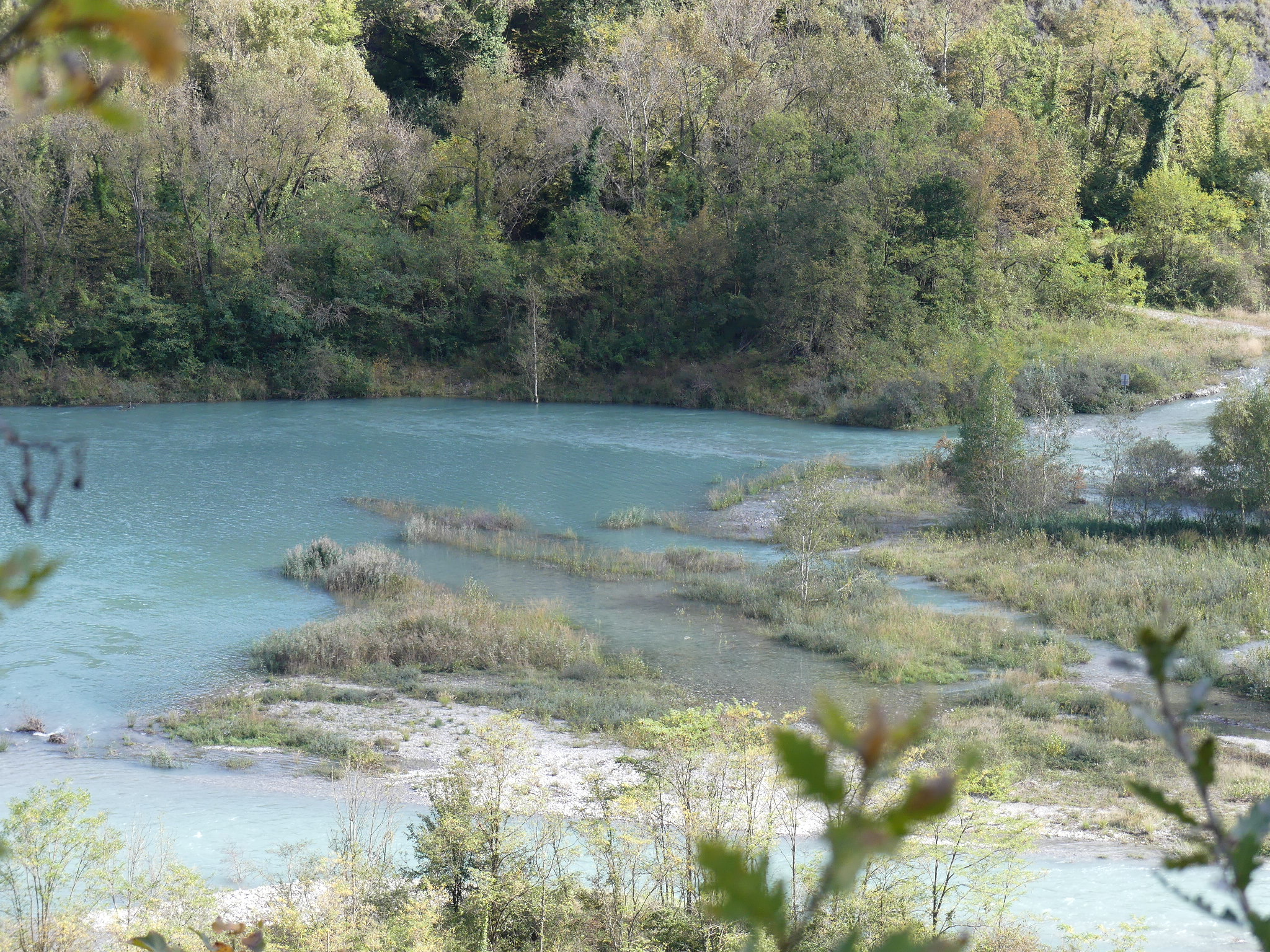
Le site de la Rivoire, réhabilité en 2023 afin d'améliorer l'accueil de la biodiversité sur la Réserve naturelle régionale des Isles du Drac.

Le cours d’eau et le fonctionnement de sa nappe sont fortement perturbés par l’hydromorphologie modifiée du Drac. Le cours d'eau est majoritairement engagé dans une trajectoire lente mais défavorable d’incision, de pavage, de réduction de la bande active et du tressage. Plusieurs propositions de gestion et d’aménagement tentent de maintenir la fonctionnalité du cours d’eau afin de préserver sa dynamique et son espace de bon fonctionnement.
Le réchauffement climatique et les activités industrielles viennent également influer sur la qualité de l’eau et son potentiel d’accueil de la biodiversité. Enfin, la présence d'espèces exotiques envahissantes, principalement végétales, constitue une autre menace sur le site.

## Intérêt touristique et pédagogique

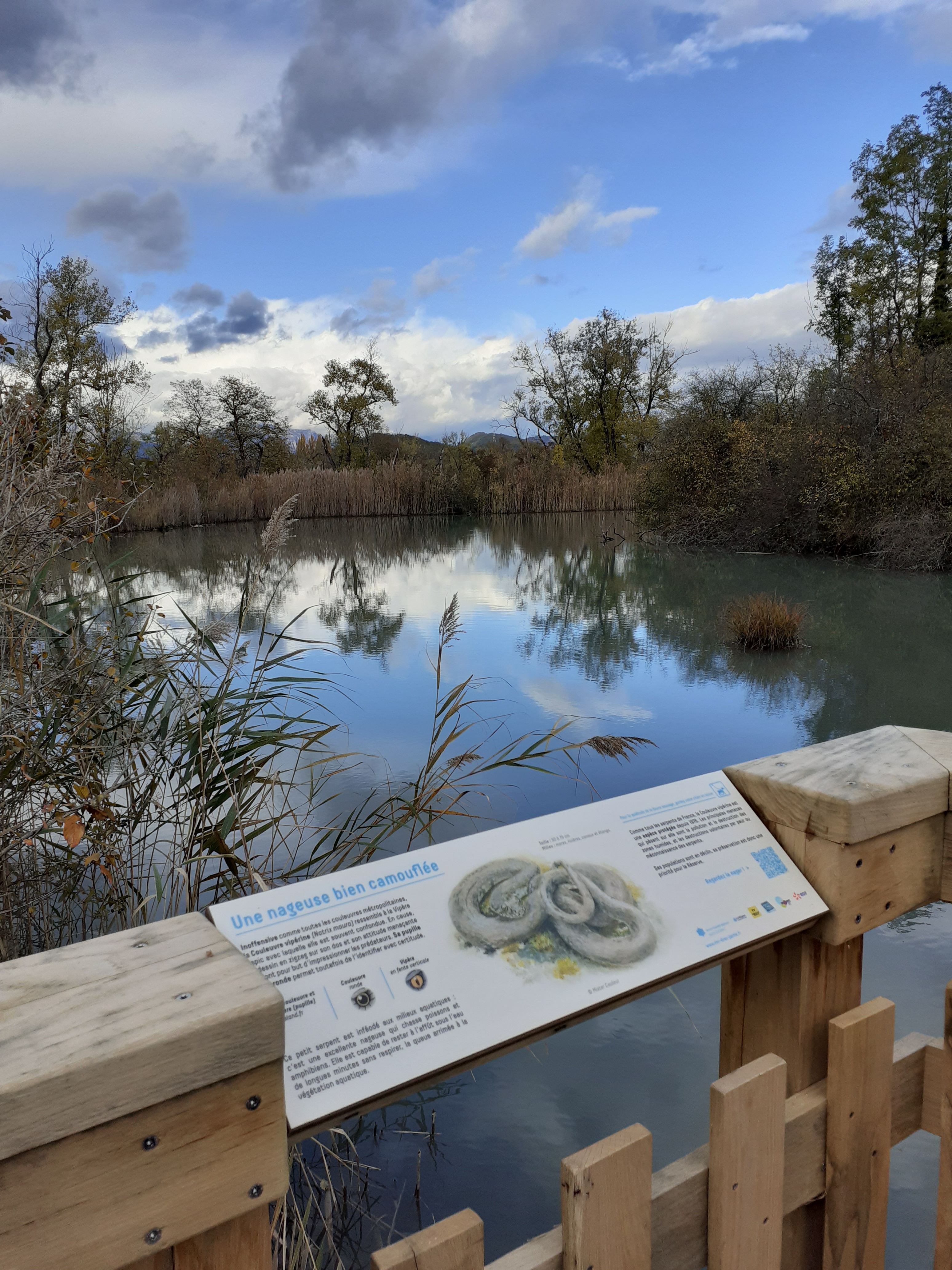
Un ponton aménagé sur le site de Chasse-Barbier afin de permettre l'accueil du public et la connaissance de la biodiversité locale au sein de la Réserve naturelle régionale des Isles du Drac.

Pour des raisons de sécurité liées au fonctionnement du barrage, l'accès au lit majeur du Drac est strictement interdit depuis 1997 par arrêté préfectoral. Cependant, certains secteurs font l'objet d'une tolérance d'accès et permettent l'accueil d'animations. Il s'agit du site de Chasse-Barbier et de la digue dite Thiervoz. Sur Chasse-Barbier, un circuit permet la découverte de la biodiversité locale.

## Administration, plan de gestion, règlement
La réserve naturelle a été créée par une délibération du 8 juillet 2009. Un règlement limite les usages afin de préserver la biodiversité présente. Elle est intégrée au SAGE du Drac et de la Romanche. Elle fait également partie de la ZNIEFF de type 1 n°38240001 « Basse vallée du Drac ». La réserve naturelle est gérée par Grenoble Alpes Métropole depuis 2019.
Afin de coordonner les usages (industriels, récréatifs) et la conservation de la nature, un plan de gestion a été rédigé, puis validé par le Comité Consultatif de la réserve et le Conseil Scientifique Régional du Patrimoine Naturel (CSRPN), puis par la Région Auvergne Rhône-Alpes, pour 10 ans sur la période 2025-2034.